# Kanton Hucqueliers
Kanton Hucqueliers (francouzsky Canton de Hucqueliers) byl francouzský kanton v departementu Pas-de-Calais v regionu Nord-Pas-de-Calais. Tvořilo ho 24 obcí. Zrušen byl po reformě kantonů 2014.

## Obce kantonu
- Aix-en-Ergny
- Alette
- Avesnes
- Bécourt
- Beussent
- Bezinghem
- Bimont
- Bourthes
- Campagne-lès-Boulonnais
- Clenleu
- Enquin-sur-Baillons
- Ergny
- Herly
- Hucqueliers
- Humbert
- Maninghem
- Parenty
- Preures
- Quilen
- Rumilly
- Saint-Michel-sous-Bois
- Verchocq
- Wicquinghem
- Zoteux